# Tracy Hutson
Tracy Hutson is een Amerikaanse televiepersoonlijkheid, actrice en stylist. Ze is vooral bekend om haar rol in het team van Extreme Makeover: Home Edition.

## Acteercarrière
In 1997 verhuisde Hutson naar Los Angeles om daar een carrière te gaan starten in de showbusines en om haar fascinatie voor stylistenwerk voort te zetten. Al snel kreeg ze enkele rollen aangeboden voor talrijke tv-commercials. Ook kreeg zij een belangrijke rol in twee theaterproducties. Daarnaast heeft ze enkele kleine gastrollen in een paar tv-series gehad.
In 1997 kreeg ze ook een rol in de film Mixed Signals en later kreeg Hutson nog meer rollen in verschillende televisieseries en films.

## Extreme Makeover: Home Edition
Tracy Hutson is een van de originele stilisten van het ABC-programma Extreme Makeover: Home Edition. Ze werd gekozen om in het team te komen, vanwege haar kenmerkende ontwerpen die ze in de loop der jaren had gecreëerd met onder andere haar eigen bedrijf Tracy Hutson Designs. In 2005 verliet ze tijdelijk het team vanwege haar zwangerschap, maar tegenwoordig doet ze weer mee.

## Tracy Hutson Designs
Tracy Hutson zette haar levenspassie voor interieurarchitectuur voort en startte in 1999 haar eigen bedrijf genaamd, Tracy Hutson Designs. Ze heeft verschillende projecten in onder andere Dallas en Californië.